# 小西豊文
小西豊文（こにし とよふみ、1949年- ）は、日本の教育学者、甲南女子大学教授。

## 略歴
大阪市生まれ。大阪教育大学数学科卒業、兵庫教育大学大学院修了。芦屋大学教授、大阪成蹊短期大学教授をへて、甲南女子大学教授。中央教育審議会算数数学専門部会委員、関西算数授業研究会顧問、小学校学習指導要領解説算数編作成協力者。算数教育が専門。

## 著書
- 『自ら学ぶ意欲を育てる算数指導の基礎技術 基礎技術が身につくキーワード』 (シリーズ・90年代算数科授業の新研究) 明治図書出版 1993
- 『「関心・意欲・態度」を育てる算数科導入の基礎技術 実践事例からのキーワード』 (シリーズ・90年代算数科授業の新研究)明治図書出版 1995
- 『子どもが飛びつく算数面白物語』 (算数科・新しい授業づくり) 明治図書出版 2003
- 『みんなで楽しむ算数面白朝会』 (算数科・新しい授業づくり) 明治図書出版 2006
- 『小学校教育課程講座 算数 平成20年改訂』ぎょうせい 2009

### 共編著・監修
- 『笑って学んでin北京 桂小米朝落語&算数交流』彭飛, 桂小米朝, 佐藤学, 堀俊一共編 和泉書院 2007
- 『算数科実践事例集 小学校新学習指導要領の授業 1年2年』 (教育技術mook) 西尾博行, 亀岡正睦共編・著 小学館 2009
- 『小学校算数科の指導』志水廣編著, 一ノ瀬喜子, 黒崎東洋郎,杉野裕子, 鈴木将史共著 建帛社 2009
- 『表・グラフのかき方事典 調べ学習に役立つ ひと目でわかる「まとめ」にしよう!』どりむ社 編,監修 PHP研究所 2009
- 『イラスト解説今日からできる!算数的活動の実践モデル 低学年編』芥川智子共編著 明治図書出版 2010
- 『イラスト解説今日からできる!算数的活動の実践モデル 高学年編』堀俊一共編著 明治図書出版 2010
- 『イラスト解説今日からできる!算数的活動の実践モデル 中学年編』神田裕史共編著 明治図書出版 2010
- 『1日15分で一生使える中学3年間の数学』監修 PHP研究所 2016
- 『1日15分で一生使える中学数学の全公式』監修 PHP研究所 2016
- 『1日15分で一生使える小学校6年間の算数』監修 PHP研究所 2017
- 『算数脳がぐんぐん育つ!立体あそび』監修 PHP研究所 2017
- 『算数脳がメキメキ伸びる!多面体あそび』監修 PHP研究所 2018

## 論文
- <小西豊文